# Parachromis dovii
Parachromis dovii és una espècie de peix de la família dels cíclids i de l'ordre dels perciformes.
Pot assolir 72 cm de longitud total i 6.800 g de pes. Menja principalment peixos i, en menor quantitat, crustacis i insectes. Viu en zones de clima tropical entre 21 °C-37 °C de temperatura.
Es troba a Centreamèrica al vessant atlàntic entre el riu Aguan (Hondures) i el riu Moín (Costa Rica), i vessant pacífic entre el riu Yeguare (Hondures) i el riu Bebedero (Costa Rica).